# Observatoire de Kamioka
L'observatoire de Kamioka, Institute for Cosmic Ray Research, Université de Tokyo (神岡|宇宙|素粒子|研究|施設, Kamioka Uchū Soryūshi Kenkyū Shisetsu, prononcé en japonais : [kamioka ɯtɕɯː soɾʲɯꜜːɕi keŋkʲɯː ɕiseꜜtsɯ]) est un observatoire de neutrinos et d'ondes gravitationnelles situé sous terre, dans la mine de Mozumi proche de la section Kamioka de la ville de Hida, dans la préfecture de Gifu au Japon. De nombreuses observations de neutrinos novatrices y ont été réalisées durant les deux dernières décennies. Les expériences qui y sont situées ont eu un impact important sur la physique des particules, notamment sur l'étude de l'astronomie neutrino et l'oscillation des neutrinos.

## La mine
La mine Mozumi est l'une des deux mines adjacentes appartenant à Kamioka Mining and Smelting Co. (une filiale de Mitsui Mining and Smelting Co.). La mine est célèbre pour avoir été le site de l'un des plus grands empoisonnements massifs de l'histoire du Japon . De 1910 à 1945, les exploitants de la mine ont rejeté le cadmium provenant de l'usine de traitement dans l'eau environnante. Ce cadmium a provoqué un syndrome surnommé maladie itai-itai par les locaux, provoquant un affaiblissement des os et une douleur extrême.
Bien que les opérations minières aient cessé, la fonderie continue de traiter et recycler du zinc, du plomb et de l'argent provenant d'autres mines et de les recycler.
Bien que les expériences actuelles soient toutes situées dans la mine nord de Mozumi, la mine Tochibora, située 10 km au sud pourrait également être exploitée. Elle est moins profonde mais est formée d'une roche plus solide.

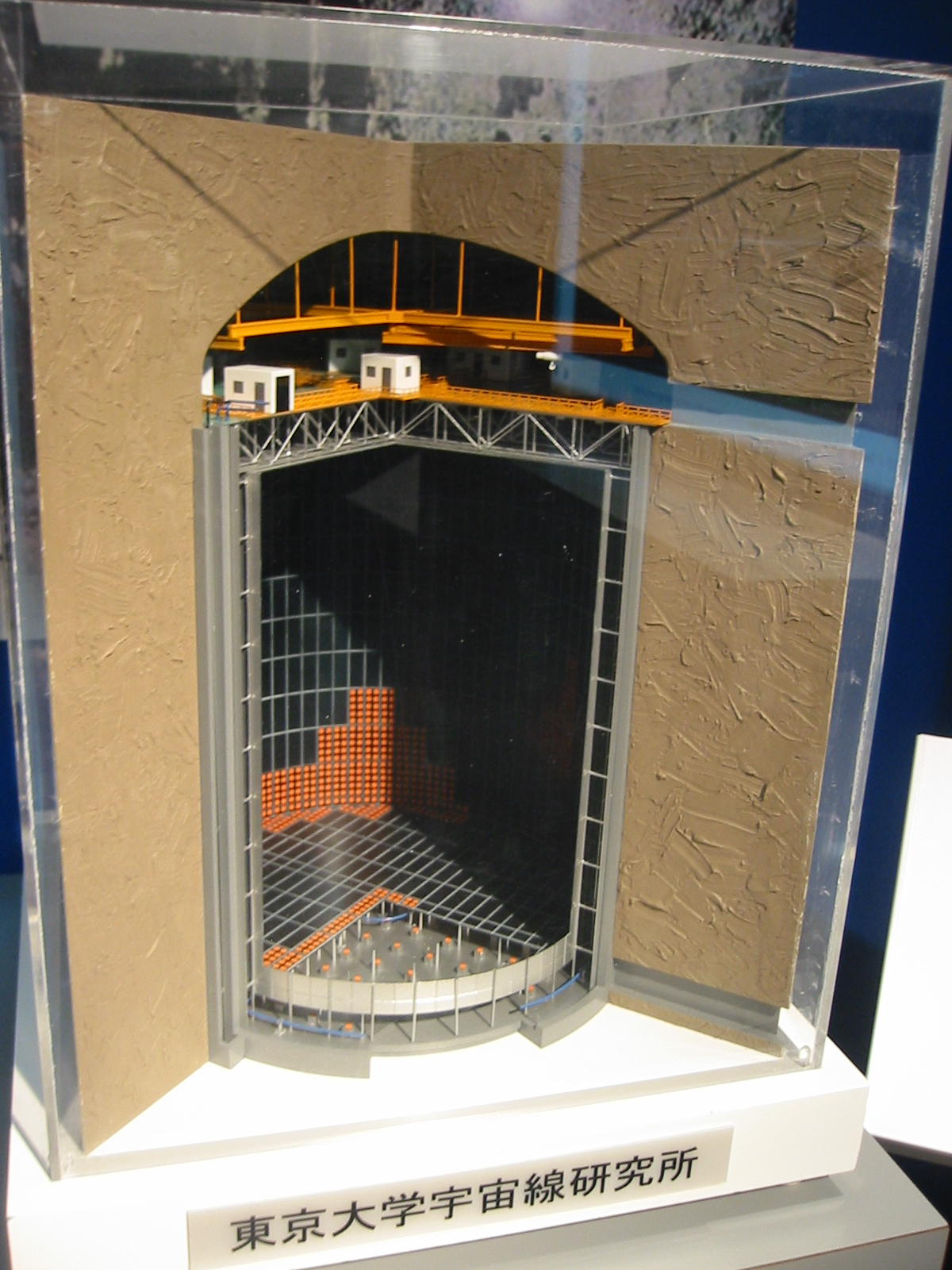
Modèle de KamiokaNDE

## Expériences passées

### KamiokaNDE
La première expérience hébergée à Kamioka est dénommée KamiokaNDE, pour Kamioka Nucleon Decay Experiment. Il s'agit d'un détecteur Tcherenkov, utilisant de l'eau pour chercher des traces de désintégration du proton. Pour observer la désintégration d'une particule aussi stable que le proton, il faut pouvoir surveiller un grand nombre de protons sur une longue durée. Une manière optimale de le faire est d'avoir un détecteur fait du même matériau qui contient les protons observés. L'eau s'est imposée comme un candidat idéal, de par son faible coût, la facilité pour la purifier, sa stabilité, et surtout le fait que des particules chargées voyageant à des vitesses proches de la lumière y émettent des radiations Tcherenkov. Un tel détecteur doit être enterré à une profondeur suffisante, car un détecteur en surface observerait un grand nombre de muons générés par les rayons cosmiques dans l'atmosphère. Le taux de muons observés par KamiokaNDE était d'environ 0,3 par seconde, soit cinq ordres de grandeur plus bas qu'à la surface.
Le schéma spécifique du rayonnement Tcherenkov observé permet d'identifier la particule observée, ce qui permet à la fois de rejeter les particules non-liées à une désintégration de protons et de mieux comprendre celle-ci si elle venait à être observée. Cette identification est possible en observant les bords de l'anneau observé, certaines particules se propageant plus facilement que d'autres.
La construction de ce premier observatoire a commencé en 1982 et s'est achevée en mars 1983. Le détecteur, de forme cylindrique, contenait 3 000 tonnes d'eau (prélevée et purifiée directement sur le site), et accueillait un millier de tubes photomultiplicateurs mesurant chacun 50 cm de diamètre, attachés à sa surface intérieure. Le détecteur a été opéré entre 1983 et 1985, sans observer de désintégration de proton mais permettant d'établir la meilleure limite sur la durée de vie du proton de l'époque.

### KamiokaNDE-II
L'expérience KamiokaNDE-II s'inscrit dans la suite de la première itération, avec toutefois un grand nombre d'améliorations qui la rendront bien plus prolifique que KamiokaNDE. Elle est notamment motivée par la détection d'un autre type de source : les neutrinos. En effet, un détecteur de Tcherenkov contenant de l'eau est également capable en principe de détecter les neutrinos, et se révèle même particulièrement performant pour cela. En effet, l'utilisation de larges quantités d'eau augmente les chances de détecter les neutrinos, qui interagissent peu avec la matière ; les résultats sont également disponibles immédiatement, avec des détections individuelles clairement identifiables, contrastant avec les autres expériences existantes. L'origine et l'énergie des neutrinos individuels peut également être déterminée, et ceux-ci peuvent être facilement distingués d'autres particules. En particulier, les neutrinos solaires étaient la cible principale à l'époque, et le détecteur pouvait fournir des résultats complémentaires et obtenues par des méthodes très différentes des expériences existantes comme l'expérience Homestake. Celle-ci, basée sur un liquide à base de chlore, avait notamment identifié un flux de neutrinos solaires trois fois plus faible que celui attendu.
KamiokaNDE a donc rapidement attiré l'attention pour étudier les neutrinos, mais souffre d'un problème majeur : le site baigne dans un rayonnement de fond issu de la radioactivité naturelle, qui limite les détections à faible énergie, en particulier celles qui résulteraient des neutrinos solaires. Les signaux issus de la désintégration de protons étant à haute énergie, ce n'était pas un problème dans l'expérience originale. Afin d'éliminer le problème, des nouveaux systèmes de purification ont été mis en place afin d'éliminer le radon présent dans l'eau, et l'eau a été conservée dans le détecteur plutôt que continuellement échangée avec l'eau de la mine, permettant au radon de se désintégrer au cours du temps. De nouveaux composants électroniques plus performants ont également été conçus (permettant de distinguer les neutrinos du rayonnement de fond), et la cavité a été agrandie, avec l'installation d'un détecteur externe permettant à la fois de protéger le détecteur interne du rayonnement issu de la roche et d'identifier des particules externes comme des muons atmosphériques qui pourraient entrer dans le détecteur.
L'instrument amélioré, renommé KamiokaNDE-II, entre en fonctionnement dès 1985, mais ne parvient réellement à surmonter les problèmes décrits plus haut qu'en janvier 1987. Seulement un mois plus tard arrive SN 1987A, une supernova proche de notre galaxie (dans le Grand Nuage de Magellan) ; 11 neutrinos émis par cette supernova (qui sont également à basse énergie) sont identifiés par KamiokaNDE-II. Cette observation vaudra l'obtention du prix Nobel de physique par Masatoshi Koshiba, pour son rôle central dans la conception de KamiokaNDE-II. Le détecteur a également pu clairement identifier la présence de neutrinos solaires après 450 jours d'observation ; les observations suivantes montrent un flux de neutrinos solaires moitié moindre qu'attendu, contrastant avec le 1/3 obtenu par Homestake.
Le détecteur a également utilisé pour continuer la mission de son prédécesseur, mais a comme lui seulement pu établir une nouvelle limite sur la durée de vie du proton. Il a également pu observer des neutrinos atmosphériques, désormais clairement identifiables (bien qu'ils aient déjà été détectés par KamiokaNDE). Ces observations révèlent un déficit de neutrinos muoniques par rapport aux modèles, sans pour autant parvenir à l'expliquer en obtenant une précision suffisante sur le résultat (qui est cependant un premier indice de l'existence des oscillations de neutrinos).
Une troisième itération du détecteur, appelée Kamiokande-III, rentre en service en 1990 et fonctionne jusqu'en 1995 ; celle-ci améliore encore les seuils de détection. Les résultats de cette expérience sont souvent regroupés avec ceux de Kamiokande-II.

## Expériences actuelles

### Super-Kamiokande
Dans les années 1990, les spécialistes de physique des particules commençaient à soupçonner que le problème des neutrinos solaires et le déficit de neutrinos atmosphériques était lié à l'oscillation des neutrinos. Le détecteur Super-Kamiokande a été conçu pour tester cette hypothèse. Le détecteur Super-Kamiokande est massif, même selon les normes de la physique des particules. Il est constitué de 50 000 tonnes d'eau pure entourées d'environ 11 200 tubes photomultiplicateurs. Le détecteur est consistué d'une structure cylindrique (comme son précesseur), mesurant 41,4 m de hauteur et 39,3 m de large. Il est entouré d'un détecteur extérieur considérablement plus sophistiqué qui peut non seulement agir comme un veto pour les muons cosmiques, mais aussi aider à leur reconstruction.
Super-Kamiokande a commencé à collecter des données en 1996 et a réalisé plusieurs mesures importantes. Celles-ci incluent une mesure précise du flux de neutrinos solaires à l'aide de la diffusion élastique, la première preuve solide de l'oscillation des neutrinos atmosphériques, ainsi que l'établissement d'une limite considérablement plus stricte sur la désintégration des protons.
Takaaki Kajita a partagé le prix Nobel 2015 avec Arthur McDonald, pour son travail avec Super Kamiokande.

### KAGRA
Le détecteur d'ondes gravitationnelles KAGRA (anciennement LCGT) a été approuvé en 2010 ; il s'agit d'un interféromètre laser à deux bras de 3 km de long. L'excavation a été achevée en mars 2014 avec une première phase de mise en service en 2016. Il devient opérationnel en 2020, bien que sa sensibilité ne soit pas suffisante pour réaliser de détection. Avec une conception de base similaire aux détecteurs existants LIGO et Virgo, il tranche cependant avec ses prédecesseurs par le fait qu'il soit souterrain et l'utilisation de miroirs cryogéniques, qui font de lui un « détecteur de génération 2,5 ».